# Club Atlético Villa Dora
El Club Atlético Villa Dora es una entidad deportiva de Argentina con sede en la ciudad de Santa Fe. En el club se practican distintas disciplinas deportivas como el futsal, patín, o taekwondo, pero el fuerte del club se encuentra en la práctica del voleibol, en donde su equipo compite en el máximo nivel de la Liga Femenina de Voleibol Argentino, habiéndose consagrado campeón nacional en la temporada 2015-16.

## Historia
El club fue fundado el 29 de junio de 1938 por un grupo de jóvenes de la ciudad de Santa Fe, que decidieron bautizarlo "Villa Dora" en honor a Dora Vivanco de Freyre, una vecina que cedió unos terrenos propios para la construcción de la primera sede del club. Más tarde, el club mudó sus instalaciones a su ubicación actual, Ruperto Godoy 1231 del barrio Sargento Cabral, ciudad de Santa Fe. Si bien en un comienzo el club solo contaba con algunas canchas de bochas, mesas para naipes y una cantina, más tarde incorporó distintas disciplinas deportivas y lo que terminó convirtiéndose en una constante en la historia del club: los bailes de los domingos.
En 2005 el club decide lanzar el "Plan Santa Fe Vóley 2012", un programa de fomento y formación de jóvenes para la práctica competitiva del voleibol. Tras unos años de competencia en las ligas locales y regionales, en 2012 el club contrata a Lorena Góngora como directora técnica y participa por primera vez en la liga nacional de voleibol femenino, terminando la temporada en cuarto lugar y convirtiéndose en la sorpresa del torneo. En la temporada siguiente (2013-14) el club se ubicaría en el tercer lugar, obteniendo luego el subcampeonato en 2014-15 tras perder frente a Boca Juniors 3-0 en la final.
La siguiente temporada (2015-16) el equipo llegó nuevamente a la final del torneo, donde se repitió el rival (Boca Juniors) y la ubicación (el Polideportivo Gorki Grana de Morón, Gran Buenos Aires). El partido decisorio, disputado el sábado 16 de abril de 2016, fue esta vez ganado por Villa Dora por 3 a 2 (con parciales de 18-25, 27-25, 25-21, 22-25 y 15-8). El trofeo (conseguido de forma invicta) significó el primer campeonato para un club del interior en la Liga Nacional de Vóley femenino, hasta ese momento bajo la hegemonía de los clubes metropolitanos. Estos logros le permitieron además participar en tres oportunidades del Campeonato Sudamericano de Clubes de Voleibol Femenino, donde obtuvo el tercer puesto en 2016.
Villa Dora continúa participando de la liga nacional femenina, llegando a semifinales en dos nuevas oportunidades: 2018 y 2019. La única excepción fue el año 2020, cuando a causa de la pandemia de COVID-19, el club se vio privado de realizar los habituales bailes semanales que constituyen la columna vertebral financiera de la institución, renunciando a la participación en la temporada de liga nacional (que finalmente sería suspendida). El club atravesó momentos complicados, intentando cubrir gastos gracias a la venta de pollos y alfajores y llegando a declarar la bancarrota. Finalmente, tras el levantamiento de las restricciones, el club pudo retomar sus actividades tradicionales, sanear sus finanzas y volver a la liga nacional, aunque con un plantel sin sus anteriores referentes y un presupuesto reducido.

## Resultados

### Liga Nacional Femenina
| Temporada | Posición         |
| --------- | ---------------- |
| 2012-13   | 4º               |
| 2013-14   | 3º               |
| 2014-15   | Subcampeón       |
| 2015-16   | Campeón          |
| 2017      | Tercera fase     |
| 2018      | Semifinales      |
| 2019      | Semifinales      |
| 2020      | No participó     |
| 2021      | No participó     |
| 2022      | Zona Permanencia |

### Campeonato sudamericano de clubes
| Temporada | Posición |
| --------- | -------- |
| 2015      | 4º       |
| 2016      | 3º       |
| 2017      | 4º       |

## Jugadoras destacadas
Varias jugadoras integrantes de la Selección femenina de voleibol de Argentina se han formado o desempeñado en el club:
- Karina Suligoy
- Micaela Fabiani
- Candelaria Herrera
- Mayra Westergaard
- Bárbara Franguella
- Florencia Giorgi
- Helena Vidal
- Irene Verasio
- Bianca Bertolino
- Aldana Tibaldo